# Nerdz
NerdZ est une sitcom française en 93 épisodes créée par Davy Mourier, Monsieur Poulpe et Didier Richard, diffusée du 1er juin 2007 à juillet 2011 sur la chaîne Nolife.

## Synopsis
Cette série met en scène la vie de DarkAngel64, surnommé tout simplement « Dark », un nolife de vingt-quatre ans, sans réelle vie sociale, passionné de jeux vidéo et dont la vie se résume essentiellement à la pratique de ce passe-temps, au visionnage de DivX et à l'utilisation d'Internet.
Afin de subvenir à ses besoins et donner libre cours à ses passions, il sous-loue son appartement à Caroline et Jérôme tandis que son ami Régis-Robert squatte chez lui.

## Distribution

### Principale
- Monsieur Poulpe : Benjamin Nerdzowsky / DarkAngel64
- Davy Mourier : Régis-Robert
- Didier Richard : Jérôme Le Quernec
- Maëlys Ricordeau : Caroline Zimmerman

### Secondaire
- Marcus : Marius
- Tom Novembre : Inspecteur Bill Baroud
- Agnès Akopian : Maman de Caroline
- Nicolas Robin : Michel
- Niseema Theillaud : Madame Vitalis
- Cécile Fisera : Marianne
- Julien Pirou : Geoffrey
- Alex Pilot : le livreur de Pizza
- Medoc : le codétenu de Dark
- Gérard Baste : le dératiseur

## Personnages

### Principaux

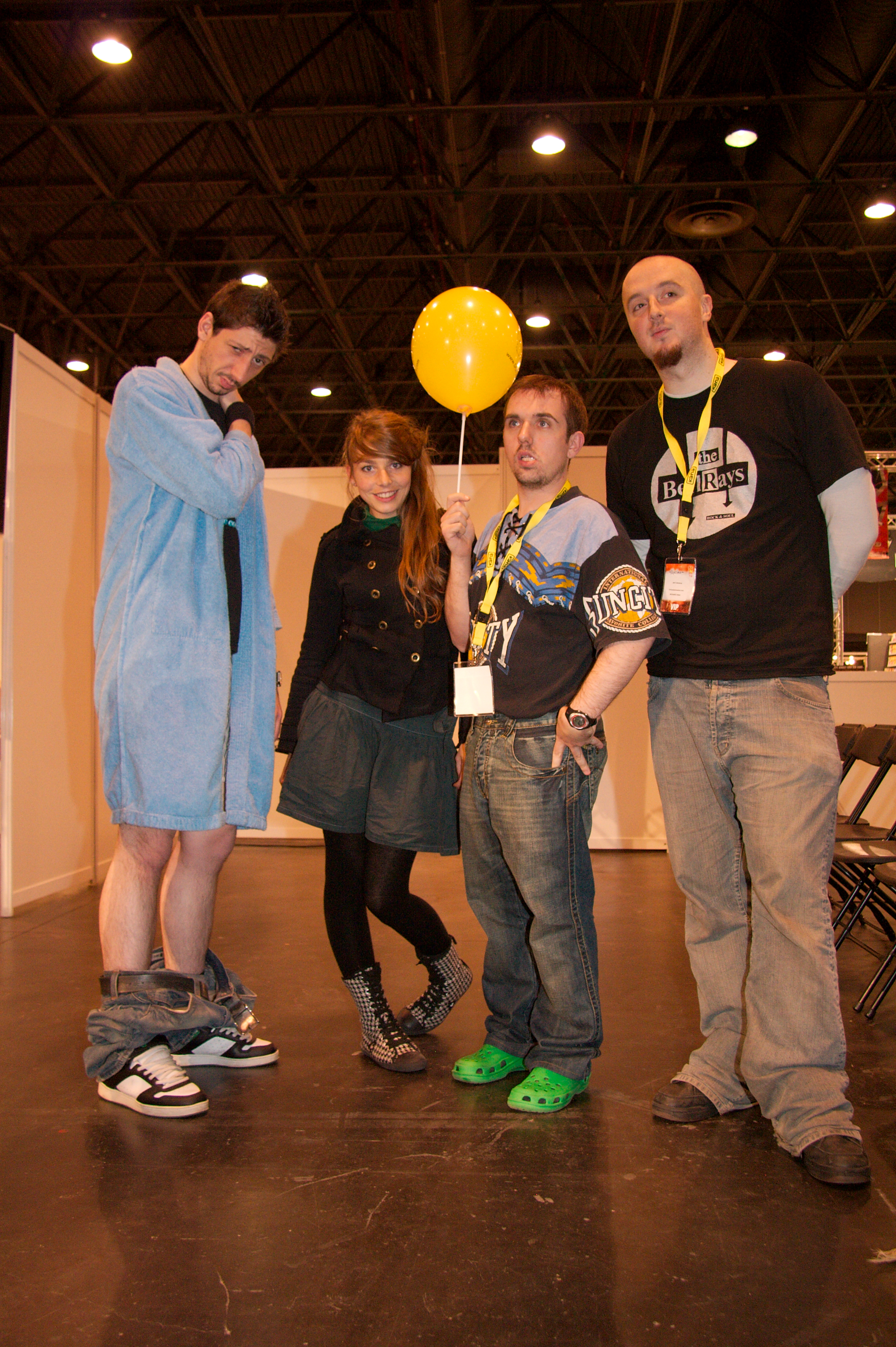
Les acteurs principaux de la série lors de Chibi Japan Expo 2007.

- Dark : Darkangel64, de son vrai nom Benjamin Nerdzowsky, est le pseudo du personnage principal de la série. Un nolife qui passe tout son temps sur son canapé à jouer aux jeux vidéo. La seule solution qu'il trouve pour ne pas mourir de faim est de sous louer son appartement à des colocataires. C'est le meilleur ami de Régis-Robert. Il est très mou et ne parle pas beaucoup ou très lentement. C'est un gothique fan de Kyo et de Glam rock.

- Caroline Zimmerman : Jeune fille d'origine tchèque, juive, espagnole et même anglaise (elle serait née d'une partouze[2]). Étudiante en fac de psycho (saisons 1 & 2), elle ne comprend rien aux jeux vidéo, et se consacre entièrement à sa collection de poupées de porcelaine (saisons 1, 2 & 3). Elle tombera progressivement amoureuse de Dark, sentiment partagé par ce dernier, avant de rompre avec lui. Elle est embauchée comme vendeuse dans un magasin de jeux vidéo.

- Jérôme Lequernec : Graphiste-Maquettiste dans un magazine culturel, avant d'être renvoyé, et passionné d'art contemporain, de philosophie et de films de la Nouvelle Vague, principalement ceux de Jean-Luc Godard, auxquels il voue une admiration sans limite. On lui reproche souvent d'être ennuyeux. Pendant un certain temps, Jérôme aimait Caroline et était prêt à tout pour se rapprocher d'elle. Il a également sorti un livre racontant le braquage de la banque où il a travaillé comme vigile. Malgré son aversion aux jeux vidéo dans les trois premières saisons, il devient, petit à petit, geek dans la quatrième saison.

- Félindra Régis-Robert : Jeune homme qui agit et s'exprime comme un débile mental. Son comportement est probablement lié au fait que ses parents étaient frères et sœurs jumeaux. Il manque cruellement d'autonomie ce qui l'empêche de s'adonner à autre chose qu'à la pratique des jeux vidéo (il a été champion de France de King of Fighters 95) et à d'autres activités étranges comme cracher dans la chaussure gauche de Jérôme, de se doucher avec une lampe, de vivre derrière le rideau ou de se servir de son pénis comme spatule à mayonnaise. Il est également fan des livres Le Club des Cinq, plus particulièrement du chien Dagobert, et de l'émission Hugo Délire. Il a été placé dans un orphelinat par ses parents dès sa plus tendre enfance. Lors des quatre saisons, il annonçait son prénom comme étant « Régis-Robert », mais on apprend dans l'épisode T'es Tip-Top Régis (le 25e épisode de la saison 4), que c'est en fait son nom de famille, son prénom étant « Félindra ».

### Secondaires
- Marius : petit copain passager de Caroline rencontré sur Meetic, magasinier, est passionné de tuning mais a arrêté les jeux vidéo depuis qu'il a décidé, et réussi, à vaincre son addiction aux MMORPG. Un séjour dans l'appartement de Dark, à l'origine pour coucher avec Caroline, le fera replonger dans son ancienne passion. Négligeant sa petite amie, ils finiront par se séparer. Le personnage est interprété par Marc Lacombe, alias Marcus.
- Inspecteur Bill Baroud : inspecteur de la police des DivX qui se charge d'arrêter Dark lorsque ce dernier est dénoncé par Jérôme. À cause du manque d'effectif, il est obligé de faire le bon et le mauvais flic, ce qui laisse sous-entendre qu'il a un Trouble de la personnalité multiple. Le personnage est interprété par Tom Novembre.
- Maman à Caroline : la mère de Caroline est vétérinaire. Pendant un certain temps, elle est la petite amie de Régis-Robert et sera finalement tuée par celui-ci.
- Mariane : cousine et femme de Régis-Robert issu du même village. Elle est obligée de faire semblant de présenter des problèmes mentaux pour s'intégrer dans sa famille où la folie est considérée comme normale.
- Michel : personnage mystérieux vêtu d'une robe rose qui drague Caroline sur le quai de la gare. Il est employé SNCF. Il s'agit de Nicolas Robin, animateur de Nolife.
- Mme Vitalis : cette dame séquestre quelque temps les personnages principaux avec l'idée de les former pour faire une tournée de cirque. Le personnage en lui-même est un clin d'œil à l'animé Rémi sans famille. Le personnage est interprété par Niseema Theillaud, mère de Marion Cotillard[3].
- Jute : SDF, ancien combattant ayant le syndrome de Gilles de La Tourette, recueilli par Régis-Robert. Il l'adopte comme s'il était un chien, qu'il appelle Dagobert et qu'il promène avec une laisse. Au début, Régis-Robert le fait vivre sous l'évier, puis le relâche dans la rue.
- KawaiBuffy72 : geekette, elle est la femme de DarkAngel64 dans un MMORPG.
- Mark : jeune homosexuel autrichien, il tombe amoureux de Jérôme lors d'une séance de slam. Jérôme deviendra son petit ami, jusqu'à ce qu'il décide qu'il n'est pas homosexuel.
- Maude : elle vit dans le même immeuble que Dark. Également passionnée de jeux vidéo, elle devient la nouvelle petite amie de ce dernier, qu'elle a rencontré dans le local à poubelles, ce qui rendra Caroline jalouse. Elle a également un sex friend, Cyril Lambin, qu'elle voit tous les mercredis soirs.

## Épisodes

### Première saison (2007)
Elle comporte 15 épisodes, ainsi qu'un inédit uniquement disponible dans le coffret DVD édité par Kazé peu après la fin de la diffusion sur Nolife. On peut également noter que c'est The End de The Doors qui accompagne le générique de fin jusqu'au premier couplet.
Les titres des épisodes de la saison 1 sont des parodies de nom de fichiers vidéo tels qu'on peut en trouver en téléchargement illégal sur internet, il s'agit également du nom du jeu vidéo auquel Dark est en train de jouer durant l'épisode.
1. Wipeout Fusion
2. Grand Theft Auto San Andreas
3. Super Mario Sunshine
4. Pacman
5. Gran Turismo 4
6. Street Fighter
7. Gran Turismo
8. Soulcalibur 2
9. Final Fantasy XII
10. Super Smash Bros Melee
11. Super Mario Bros 2
12. RoflCopter, Wii Sports Tennis
13. nerdz_-_s01_e13_hdtv_lol.avi
14. House of the dead
15. nerdz_-_s01_e15_hdtv_lol.avi

Le coffret DVD de la saison 1 comporte, en plus des 15 épisodes de la série :
- le making of ;
- le bêtisier ;
- une galerie photos ;
- les videoblogs de Dark, ainsi que les « entre-épisodes » ;
- l'épisode 16, inédit ;
- les spots TV ;
- « Régis à Japan Expo », où Régis-Robert, ayant gagné un concours Nolife, réalise un pseudo-reportage sur la convention ;
- le "bonus qui tue".

### Deuxième saison (2007-2008)
La saison 2 comporte 26 épisodes. Le DVD de cette saison est sorti le 3 septembre 2008 aux éditions Kazé.
Pour la deuxième saison, les titres d'épisodes sont tirés de l'univers de la série ou de titres de films, séries ou même vidéoclips.
1. Tartiflette soja et omelette
2. Can u feel ze love 2night ?
3. Fire in the hole
4. Apocalypse now... ou presque !
5. Le retour
6. Y'a trop de tension !
7. Confessions intimes
8. Kamayouka !
9. La chute
10. Pour une poignée de mollards
11. L'épisode de Thank's Giving
12. Daddy cool
13. Liaisons dangereuses
14. The fellowship of the mum !
15. It's party time !
16. Back to the normal!
17. Ouna bouta solo !
18. L'homme de fer
19. La nuit des geeks vivants
20. Les geeks dans la brûme
21. Les mariés du Poitou
22. Chanouka
23. Le film fait à la maison
24. Royal fumble with cheese
25. Season Final
26. Season très très final

### Troisième saison (2008-2009)
La diffusion de la troisième saison de Nerdz a débuté le 21 novembre 2008 et s'est terminée le 1er juillet 2009. Elle est composée de 26 épisodes. Le coffret DVD est sorti en novembre 2009 aux éditions Ankama, qui a produit en partie cette saison.
Une nouveauté notable est la diffusion quasi simultanée des épisodes sur Internet.
1. La croisière s'amuse
2. Esprits criminels
3. L'agence tous risque
4. Six feet under
5. Le voyageur
6. Le club des 5
7. Day Break
8. Desperate Housewives
9. La caverne de la Rose D'Or
10. Poltergeist
11. Punky Brewster
12. Las Vegas
13. Quoi de neuf Docteur !
14. How I met your mother
15. Grey's Anatomy
16. Action
17. Mannix
18. Kung Fu
19. Californication
20. L'Amour Du Risque
21. Régis-Robert Man
22. Pause Café, Pause Tendresse
23. Wild Wild West
24. Les Vacances de l'Amour
25. Saison final part. 1
26. Saison final part. 2

Le coffret DVD de la saison 3 comporte, en plus des 26 épisodes de la série :
- le making of ;
- le bêtisier ;
- une galerie photos ;
- les vidéoblogs de Dark, ainsi que les « entre-épisodes » ;
- et en bonus dans le coffret collector, la clé USB de Dark.

### Quatrième saison (2010-2011)
La quatrième et dernière saison de Nerdz a été tournée en juillet 2010, pour une première diffusion sur la chaîne Nolife et sur le portail vidéo d'Ankama le 19 novembre 2010. Elle est composée de 26 épisodes.
Le 1er juin 2010, lors de la soirée spéciale organisée à l'occasion des trois ans de la chaîne, Davy Mourier a annoncé qu'un des personnages principaux mourrait au cours de cette saison. Les titres des épisodes font référence à une phrase marquante prononcée dans l'épisode même.
1. Wolf Urine
2. Zizette
3. Lave-toi le kurde
4. Putain de pauvre
5. Mamie Roulette
6. À la verticale
7. Chocolatine et Sombrero
8. Vous êtes toc-toc
9. Le Goût de foutre
10. The Barbarian
11. 53 (D'après les commentaires audio, ce nombre n'est jamais cité dans l'épisode et n'est qu'une erreur)
12. La moustache de Rahan
13. Tchou-Tchou
14. Marchandise, marchandise
15. Bandidas
16. Yipikaee
17. Pim Poum Aya Aya
18. Camel Toe
19. Tutti Frottis
20. Guy Moquet
21. Biz Bee
22. La Couronne de la Conne
23. Le Clown qui fait caca
24. La Grotte à Zorro
25. T'es Tip-Top Régis
26. Goffiot

Le coffret de la saison 4 comprend un manga yaoi de Nerdz mettant en scène Dark et Régis-Robert, ainsi que quatre artwork des personnages principaux.

## Entrépisodes et vidéoblogs
En plus des épisodes normaux, des vidéoblogs de Darkangel64 sont disponibles sur le site officiel de la série, ainsi que dans les coffrets DVD des saisons 1, 2 et 3. Ces vidéos se placent à certains moments de la série et en aident la compréhension ou l'immersion, expliquant un détail de l'épisode précédent ou suivant, ou servant simplement à voir l'évolution (ou la non-évolution) des personnages au travers des épisodes. Si la plupart de ces vidéos mettent en scène Dark, vu que ces vidéos sont faites (prétendument) pour alimenter son blog de « prince des ténèbres », certaines placent Jérôme, Régis-Robert ou même Caroline devant la webcam.
L'élément original et intéressant des vidéoblogs de Darkangel64, censées se trouver sur son blog, est qu'elles sont mises sur le blog de la série et répondent même parfois aux visiteurs y postant des commentaires.
Cette interaction avec le public conjuguée à l'utilisation d'un autre point de vue que la caméra-téléviseur, utilisé lors des épisodes de la série, ajoute des éléments permettant d'approcher l'univers de NerdZ d'une façon très originale et complémentaire aux épisodes classiques, donnant à ces vidéos presque autant d'importance qu'en ont les épisodes normaux. Les vidéoblogs ont disparu à partir de la saison 4.

## Musique
Le générique de fin de Nerdz est le morceau Intend To Be Happy, du groupe français Milk & Fruit Juice.